# 浜松市歌
「浜松市歌」（はままつしか）は日本の政令指定都市の1市である静岡県浜松市の市歌。以下の新旧2曲が存在する。
1. 1921年（大正10年）発表、1971年（昭和46年）制定。作詞：森林太郎（森鷗外）、作曲：本居長世。
2. 2007年（平成19年）制定。作詩：林望、作曲：伊藤康英。[1]

現在の市歌は2.である。両曲とも正式な表題は「浜松市歌」であるが、便宜的に1.を「旧浜松市歌」、2.を「新浜松市歌」と呼称する場合がある。

## 旧浜松市歌
浜松市の初代市歌は1921年（大正10年）に市制10周年を記念して作成・発表された。鴎外が作詞を手掛けた経緯は同じ軍医で交友関係のあった賀古鶴所が浜松の出身であることが大きいと言われている。
戦前戦後を通じ長らく慣例上の市歌として歌われてきたが、発表から50年目に当たる1971年（昭和46年）7月1日に正式な市歌とする告示が行われた。鴎外が作詞を行った自治体歌としては1909年（明治42年）に作られた横浜市歌と双璧を為す存在として有名であったが、2005年（平成17年）に天竜市・浜北市など11市町村を編入合併するに当たり「歌詞の内容が浜北・北遠地域と何ら関係が無く、市域全体に馴染まない」として、また県内の先行事例である静岡市と清水市の新設合併に際しても既存の静岡市歌と清水市歌を廃止して新市歌を制定する方針が確認された経緯などを踏まえ、合併協議会で廃止が決定、当時の市歌等を合併の前日をもって廃止する告示がなされた。
市内では中央区利町の五社公園に旧市歌の歌碑2基が廃止後も撤去されずに残されている。また、賀茂真淵記念館では廃止後も館内映像で旧市歌を紹介している。

### 歌詞
旧浜松市歌は歌詞、旋律とも著作権の保護期間を満了し、パブリックドメインになっている。
1番の歌詞にある「翁」とは賀茂真淵のことで、作曲者の本居長世は真淵の弟子である本居宣長の来孫に当たる。2番は文人の真淵に対する武士の徳川家康を市にゆかりの人物として取り上げたものだが、戦後は武力を誇示する趣旨が不適切であるとして行事での演奏に際して省略されることが多かった。

## 新浜松市歌
合併協議会で浜松市のほか、合併に加わる全市町村の自治体歌を廃止して新市歌を制定する方針が決定されたことを受けて「浜松市の花・木・鳥・歌選定委員会」が市民アンケートで「新市歌にふさわしいイメージやフレーズ」の意識調査を実施した。制定に当たっては作詩・作曲とも一般公募を行わずにアンケートの結果を基に専門家への依頼で作成されており、現行の政令指定都市の市歌としては最も新しい楽曲である。
2007年（平成19年）7月1日に開催された「浜松市政令指定都市移行・市制施行96周年記念式」の席上で新市歌が発表された。

## 浜松市へ編入された市町村の歌
以下は浜松市へ編入された市町村の旧自治体歌である。現在は旧浜松市歌と同様に、全て廃止されている。また、春野町・佐久間町・水窪町は町民音頭のみを作成していたが、ここでは割愛する。

### 浜北市市制祝歌
浜北市の「市制祝歌」（しせいしゅくか）は、1963年（昭和38年）7月1日に浜北市の市制施行を記念して作成された。ただし、恒常的な市歌としては扱われず合併協議資料では「市歌 なし」とされている。
旧浜北市に関連する楽曲としては他に市民音頭「浜北音頭」（作詞・成瀬左千夫、作曲・北村秀男）があり、浜北区となってからも区民音頭として継承されている。

### 天竜市民の歌
「天竜市民の歌」（てんりゅうしみんのうた）は、1963年（昭和38年）に天竜市の市制10周年を記念して制定された。作詞・鈴木喜一、作曲・山田昌弘。

### 舞阪町民の歌
旧舞阪町の「舞阪町民の歌」（まいさかちょうみんのうた）は、1972年（昭和47年）3月に制定された。作詞・舞阪町民の歌制定委員会、補作・森菊蔵、作曲：山路進一。

### 雄踏町歌
旧雄踏町の「雄踏町歌」（おぶみちょうか）は、1969年（昭和44年）4月12日に制定された。作詞・渥美とし、作曲：佐伯一郎。

### 伸びゆく町細江
旧細江町の町歌「伸びゆく町細江」（のびゆくまちほそえ）は、1979年（昭和54年）に制定された。作詞・齋藤佳彦、作曲・松井孝彦、編曲・野村旬平。

### 引佐町歌
旧引佐町の「引佐町歌」（いなさちょうか）は、1958年（昭和33年）4月10日に制定された。作詞・杉山恵、作曲・神津善行。

### 私のまち三ヶ日
旧三ケ日町では正式な町歌を制定していなかったが、愛唱歌「私のまち三ヶ日」（わたしのまちみっかび）が町歌に相当する楽曲として演奏されていた。作詞・川崎千鶴子、作曲・鈴木邦彦。

### 生命は若く
旧龍山村の村歌「生命は若く」（いのちはわかく）は、1976年（昭和51年）10月10日に制定された。作詞・山本澄子、作曲：木津文彦。